# Vobbia
Vobbia ist eine italienische Gemeinde in der Metropolitanstadt Genua mit 377 Einwohnern (Stand 31. Dezember 2023).

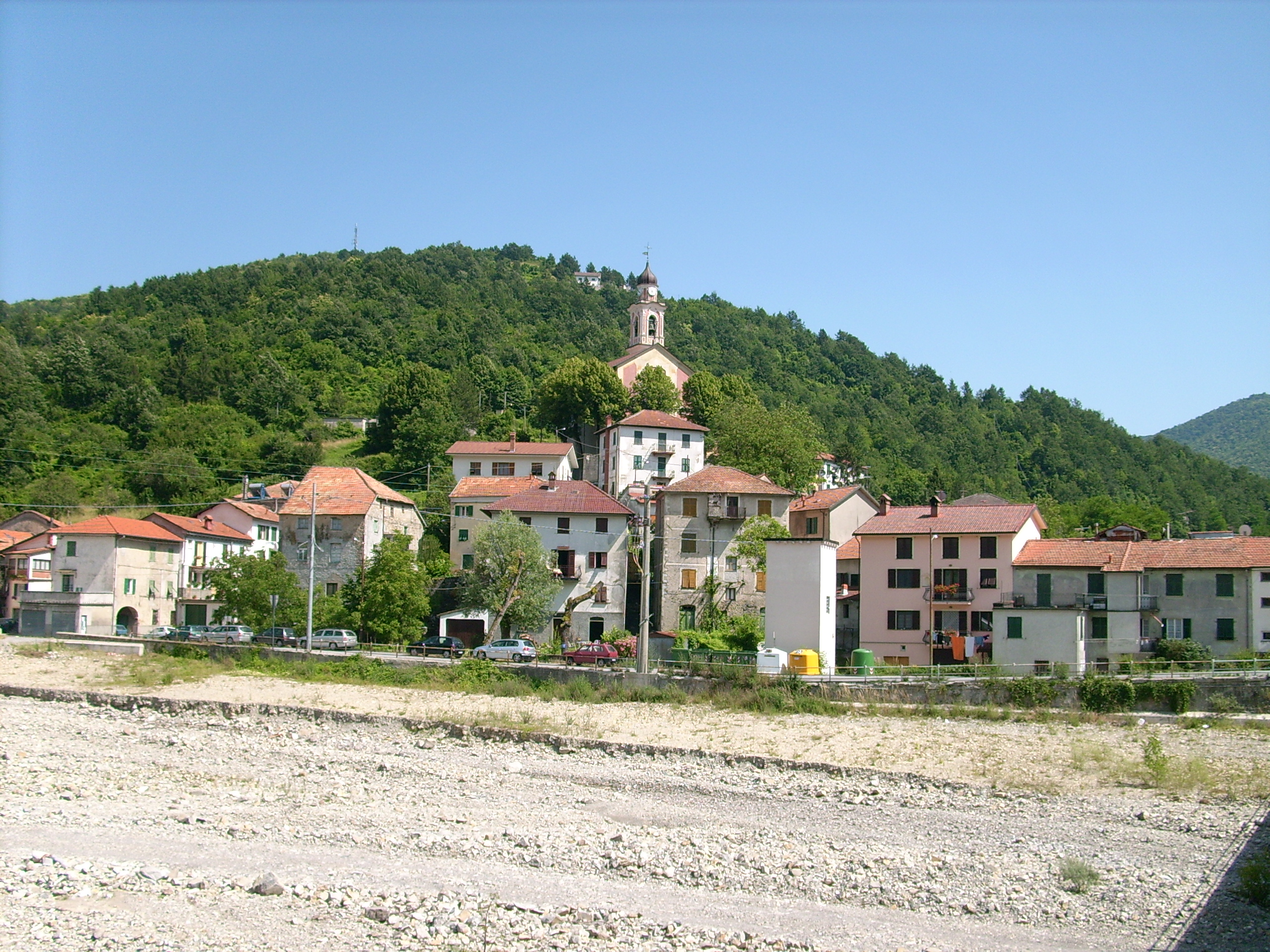
Vobbia

## Lage
Die Gemeinde liegt im Tal Vobbia am homonymen Fluss, einem rechten Zufluss des Flusses Scrivia.
Zusammen mit weiteren neun Kommunen bildet Vobbia die Comunità Montana Alta Valle Scrivia. Das Territorium der Gemeinde gehört zum Parco naturale regionale dell’Antola (Regionaler Naturpark Antola). Nahe der Gemeinde befindet sich eine berühmte Burg namens Castello della Pietra.
Nach der italienischen Klassifizierung bezüglich seismischer Aktivität wurde Vobbia der Zone 3 zugeordnet. Das bedeutet, dass sich die Gemeinde in einer seismisch wenig aktiven Zone befindet.